# Anglet
Anglet (französisch, baskisch Angelu) ist eine französische Stadt mit 42.288 Einwohnern (Stand 1. Januar 2022) im Département Pyrénées-Atlantiques in der Region Nouvelle-Aquitaine. Die Stadt liegt im Arrondissement Bayonne.
Die Stadt liegt im Zentrum des Städtedreiecks „BAB“ (Biarritz, Anglet, Bayonne) an dem Fluss Adour und am Atlantik (Golf von Biskaya). Der Flughafen Biarritz liegt zum Teil im Stadtgebiet von Anglet.

## Jüngere Geschichte
Zwischen 1941 und 1944 war Anglet zusammen mit Bayonne Standort des Frontstalag 222, in dem die deutschen Besatzungstruppen vor allem französischen Kolonialsoldaten internierten. 
Im Februar 2014 wurde auf dem Louillot-Friedhof in Anglet eine Gedenkstein in Erinnerung an die dort beerdigten Kolonialsoldaten eingeweiht, die im Frontstalag 222 gefangen waren und im Militärkrankenhaus in Anglet starben.
Nach der Befreiung Frankreichs von der deutschen Besetzung wurde ab Ende 1944 der Frontstalag 22 zu einem Internierungslager für deutsche Kriegsgefangene. Neben dem Hauptlager in Bayonne entstanden eine Vielzahl von Außenkommandos, so auch in Anglet, wo Kriegsgefangene stationiert waren, die vorwiegend zur Minenräumung eingesetzt waren.
Seit dem Zweiten Weltkrieg, als Anglet touristisch noch ein Schattendasein fristete, lockte die Gemeinde immer mehr Besucher an. Im Gegensatz zu den dicht bebauten, alten Stadtkernen von Biarritz und Bayonne, waren in Anglet Grundstücke preiswert und in guter Lage zu erwerben. Der langsam einsetzende Massentourismus kurbelte die Nachfrage stetig an, sodass die Einwohnerzahl von 12.603 (in 1954) auf 38.633 (2014) anwuchs.
Mittlerweile ist die komplette Region von Biarritz, über die verschiedenen kleineren Zentren von Anglet und die Altstadt von Bayonne, bis auf wenige Ausnahmen durchgehend besiedelt und bebaut, die landwirtschaftliche Prägung des kleinen Ortes gehört der Vergangenheit an. Heute ist Anglet zusammen mit den genannten Städten, sowie Boucau und Bidart, Teil der 126 000 Einwohner zählenden Metropolregion Côte Basque-Adour.

## Städtepartnerschaft
Anglet hat seit 1968 eine deutsche Partnerstadt: die mittelfränkische Regierungshauptstadt Ansbach.

## Persönlichkeiten
- Henri Gavel (1880 – 1959) war ein französischer Linguist, der sich auf die okzitanische und baskische Sprache spezialisierte
- Lucien Lelong (1889 – 1958) war ein französischer Modeschöpfer, der in den 1920er und 1950er Jahren sehr populär war
- Claude Viseux, Maler, Bildhauer und Kupferstecher, geboren 1927 in Champagne-sur-Oise, lebte von 1998 bis zu seinem Tod im Jahr 2008 in Anglet.
- Noël Vandernotte (1923–2020), Steuermann und Olympiateilnehmer mit 12 Jahren